# شنژو ۱۹
شنژو ۱۹ (به چینی: 神舟十九号؛ پین‌یین: Shénzhōu Shíjiǔ-hào؛ روشن. 'قایق الهی شماره ۱۹') یک پرواز فضایی چینی به ایستگاه فضایی تیانگونگ است که در ۲۹ اکتبر ۲۰۲۴ پرتاب شد. این هواپیما سه فضانورد را روی فضاپیمای شنزو حمل کرد. این مأموریت چهاردهمین پرواز فضایی چینی با خدمه و نوزدهمین پرواز کلی برنامه فضایی شنژو است.